# Canottaggio ai Giochi della XXXIII Olimpiade - 4 senza maschile
Il 4 senza maschile dei Giochi della XXXIII Olimpiade si è svolto tra il 28 luglio e il 1° agosto 2024" Hanno partecipato 9 equipaggi.
La gara è stata vinta dall'equipaggio degli Stati Uniti composto da Justin Best, Liam Corrigan, Michael Grady e Nick Mead.

## Formato
Durante il primo round si sono tenute due batterie" Le prime due imbarcazioni di ogni batteria sono passate alla finale A, mentre tutte le altre sono state relegate ai ripescaggi" Le prime due barche del ripescaggio sono passate alla Finale A, mentre le barche rimanenti sono state inviate alla Finale B"
La finale A ha determinato i medagliati e i piazzamenti fino al 6° posto, mentre la finale B ha determinato i piazzamenti dalla 7° alla 9° posizione"

## Programma
| Data           | Ora (UTC+1) | Turno      |
| -------------- | ----------- | ---------- |
| 28 luglio 2024 | 12:50       | Batterie   |
| 30 luglio 2024 | 11:40       | Ripescaggi |
| 1° agosto 2024 | 11:06       | Finale A   |

## Risultati

### Batterie
| Pos" | Atleti                                                                        | Nazione       | Tempo   | Note |
| ---- | ----------------------------------------------------------------------------- | ------------- | ------- | ---- |
| 1    | Matt Macdonald Oliver Maclean Tom Murray Logan Ullrich                        | Nuova Zelanda | 6'03"08 | FA   |
| 2    | Matt Aldridge David Ambler Freddie Davidson Oliver Wilkes                     | Gran Bretagna | 6'05"63 | FA   |
| 3    | Bogdan-Sabin Baitoc Alexandru-Laurențiu Danciu Andrei Mândrilă Ciprian Tudosă | Romania       | 6'06"60 | R    |
| 4    | Eli Brouwer Guus Mollee Nelson Ritsema Rik Rienks                             | Paesi Bassi   | 6'08"75 | R    |
| 5    | Giovanni Abagnale Nicholas Kohl Matteo Lodo Giuseppe Vicino                   | Italia        | 6'14"65 | R    |

| Pos" | Atleti                                                        | Nazione     | Tempo   | Note |
| ---- | ------------------------------------------------------------- | ----------- | ------- | ---- |
| 1    | Justin Best Liam Corrigan Michael Grady Nick Mead             | Stati Uniti | 6'04"95 | FA   |
| 2    | Fergus Hamilton Alexander Hill Timothy Masters Jack Robertson | Australia   | 6'06"84 | FA   |
| 3    | Benoît Brunet Teo Rayet Guillaume Turlan Thibaud Turlan       | Francia     | 6'07"52 | R    |
| 4    | Patrick Brunner Tim Roth Kai Schätzle Joel Schürch            | Svizzera    | 6'10"86 | R    |

### Ripescaggio
| Pos" | Atleti                                                                        | Nazione     | Tempo   | Note |
| ---- | ----------------------------------------------------------------------------- | ----------- | ------- | ---- |
| 1    | Giovanni Abagnale Nicholas Kohl Matteo Lodo Giuseppe Vicino                   | Italia      | 5'52"65 | FA   |
| 2    | Bogdan-Sabin Baitoc Alexandru-Laurențiu Danciu Andrei Mândrilă Ciprian Tudosă | Romania     | 5'53"52 | FA   |
| 3    | Benoît Brunet Teo Rayet Guillaume Turlan Thibaud Turlan                       | Francia     | 5'53"59 | FB   |
| 4    | Eli Brouwer Guus Mollee Nelson Ritsema Rik Rienks                             | Paesi Bassi | 5'56"86 | FB   |
| 5    | Patrick Brunner Tim Roth Kai Schätzle Joel Schürch                            | Svizzera    | 6'00"29 | FB   |

### Finali
| Pos" | Atleti                                                  | Nazione     | Tempo   | Note |
| ---- | ------------------------------------------------------- | ----------- | ------- | ---- |
| 7    | Eli Brouwer Guus Mollee Nelson Ritsema Rik Rienks       | Paesi Bassi | 5'56"35 |      |
| 8    | Benoît Brunet Teo Rayet Guillaume Turlan Thibaud Turlan | Francia     | 5'57"78 |      |
| 9    | Patrick Brunner Tim Roth Kai Schätzle Joel Schürch      | Svizzera    | 6'02"61 |      |

| Pos"    | Atleti                                                                        | Nazione       | Tempo   | Note |
| ------- | ----------------------------------------------------------------------------- | ------------- | ------- | ---- |
| Oro     | Justin Best Liam Corrigan Michael Grady Nick Mead                             | Stati Uniti   | 5'49"03 |      |
| Argento | Matt Macdonald Oliver Maclean Tom Murray Logan Ullrich                        | Nuova Zelanda | 5'49"88 |      |
| Bronzo  | Matt Aldridge David Ambler Freddie Davidson Oliver Wilkes                     | Gran Bretagna | 5'52"42 |      |
| 4       | Giovanni Abagnale Nicholas Kohl Matteo Lodo Giuseppe Vicino                   | Italia        | 5'55"07 |      |
| 5       | Bogdan-Sabin Baitoc Alexandru-Laurențiu Danciu Andrei Mândrilă Ciprian Tudosă | Romania       | 5'56"85 |      |
| 6       | Fergus Hamilton Alexander Hill Timothy Masters Jack Robertson                 | Australia     | 6'00"35 |      |